# 岐阜バス観光
岐阜バス観光株式会社（ぎふバスかんこう）は、かつて存在したバス運送と旅行業を事業とする会社である。

## 概要
岐阜乗合自動車（岐阜バス）の貸切バス部門が分社化した会社であり、同社の子会社であった。
観光バス車両による貸切バスの運行が中心であるが、岐阜バスから引き継いだ高速バス路線を運行する会社でもあった。

## 本社
- 岐阜県羽島郡岐南町平成一丁目135
  - 岐阜バス岐南営業所内

## 営業所

### 2017年（平成29年）3月31日現在
観光営業部　　
- 所在地：岐阜県羽島郡岐南町平成一丁目135
- 最寄停留所：岐南営業所

岐南営業所　　
- 所在地：岐阜県羽島郡岐南町平成一丁目135
- 最寄停留所：岐南営業所

中濃営業所　　
- 所在地：岐阜県美濃市生櫛上ボタ下1486-10（岐阜バス美濃営業所内）
- 最寄停留所：中濃庁舎

名古屋営業所
- 所在地：愛知県北名古屋市山之腰天神東67（岐阜バス名古屋営業所内）
- この営業所の所属車のみ、尾張小牧ナンバーが付いている（他営業所の所属車は岐阜ナンバー）。

### 過去にあった営業所
（旧）中濃営業所
- 所在地：岐阜県関市西福野2丁目12-2（岐阜バス美濃営業所内に移転）
- 最寄停留所：福野

## 沿革
- 2002年（平成14年）10月 - 岐阜バスの貸切バス部門が分社化し設立[1]。
- 2007年（平成19年）9月 - 岐阜バスの高速バス路線の一部を引き継ぐ。
- 2017年（平成29年）4月1日 - 岐阜バスグループ再編に伴い、岐阜乗合自動車と合併[2]。

## 路線

### 2017年（平成29年）3月31日現在
- 高速新宿線（パピヨン号）：小田急シティバスとの共同運行[3]。
  - 名鉄岐阜 - 関シティターミナル - 関市役所 - 中濃庁舎 ⇔ 新宿南口（バスタ新宿）・新宿駅西口 ← ハイアットリージェンシー東京
  - 2014年（平成26年）4月1日より、関シティターミナルに停車。

### 廃止された路線
- 高速大阪・神戸線
  - 名鉄岐阜 - 岐阜羽島 ⇔ 大阪なんば - 神戸三宮
  - 2008年（平成20年）9月14日廃止。

- 高速京都線
  - 美濃市駅 - 関市役所 - 名鉄岐阜 - 岐阜羽島 ⇔ 京都
  - 犬山駅 - 各務原市役所前 - 名鉄岐阜 - 岐阜羽島 ⇔ 京都
  - 2013年（平成25年）4月1日廃止。

## 主な車両

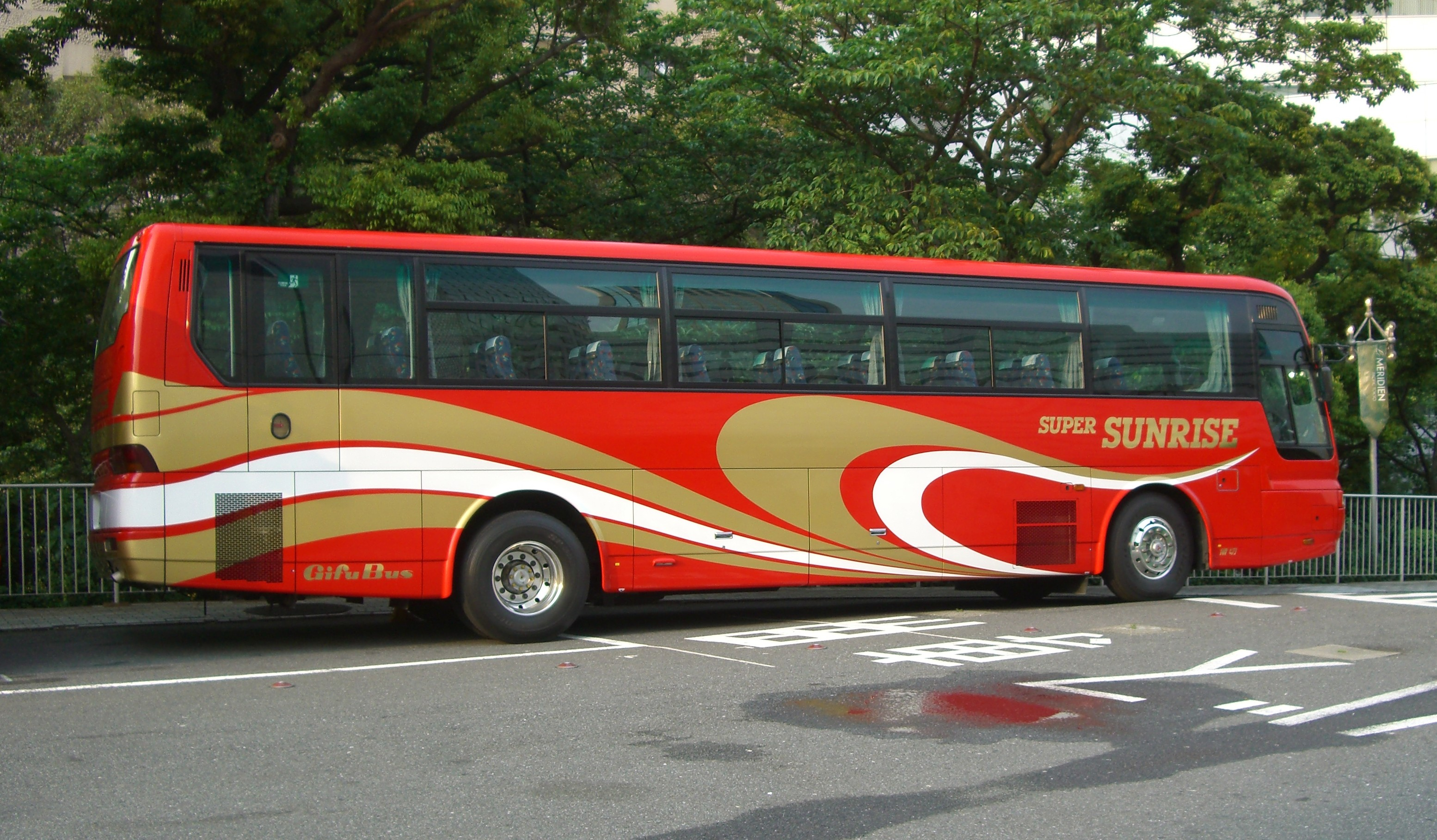
スーパーサンライズ

同じ名称の車両の場合、定員数を名称の前につけるという特徴がある。
- エンペラー
- ウィンザー
- グローリー
- モナーク（中二階バス、1998年（平成10年）[4]）
- 37スーパーサンライズ
- 53（NEW）スーパーサンライズ
- 55（NEW）スーパーサンライズ
- 55スーパーサンライズ
- 59スーパーサンライズ
- 27ブリリアントマックス
- 40フォーシーズンズ
- 清流クローバー

また、2015年3月のホームページリニューアル以降、バスラインナップ（要Adobe Flash Player）で車両紹介がなされている。

## 参考書籍
- 写真で見る60年[岐阜バス]（Gifu Bus Co.,Ltd.60th Anniversary）、岐阜乗合自動車株式会社/編、2003年4月発行[5][6]